# Team Haas (USA)
Team Haas (USA) Ltd. war ein Motorsportteam, das 1985 und 1986 an 19 Rennen der Formel-1-Weltmeisterschaft teilnahm. Der Rennstall war in Großbritannien ansässig, fuhr aber unter US-amerikanischer Lizenz. Er erzielte während seines eineinhalbjährigen Engagements sechs Weltmeisterschaftspunkte. Haas nutzte für die Modellbezeichnung seiner Autos den traditionsreichen Namen Lola, auch wenn der britische Rennwagenhersteller tatsächlich gar keinen oder nur wenig Einfluss auf die Autos des Teams hatte. Mit Haas kam der ehemalige Weltmeister Alan Jones nach einer zweieinhalbjährigen Unterbrechung in die Formel 1 zurück.

## Teamgeschichte

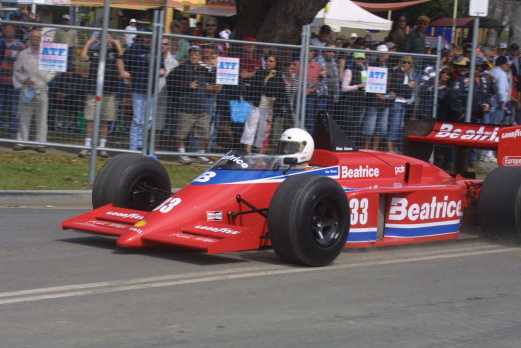
Force THL1

Das Team Haas wurde von den US-Amerikanern Carl Haas und Teddy Mayer gegründet. Haas war seit den späten 1960er-Jahren Alleinimporteur für Lola-Rennwagen in den USA und führte ab 1983 zusammen mit dem Schauspieler Paul Newman unter der Bezeichnung Newman/Haas Racing einen Rennstall in der nordamerikanischen Champ-Car-Serie. Mayer hatte von 1970 bis 1982 das Formel-1-Team McLaren geleitet. Für die Champ-Car-Saison 1985 gewann Haas den amerikanischen Lebensmittelkonzern Beatrice Foods als Sponsor seines Teams. Zugleich wurde vereinbart, dass Beatrice die Expansion des Rennstalls in die Formel 1 finanziell unterstützen sollte.
Haas und Mayer gründeten ein im britischen Heathrow ansässiges Konstruktionsbüro mit der Bezeichnung FORCE (Formula One Race Car Engineering), in dem ab Dezember 1984 ein Formel-1-Chassis entwickelt wurde. Verantwortliche Konstrukteure waren Neil Oatley, John Baldwin und Ross Brawn; 1986 arbeitete kurzfristig auch Adrian Newey für FORCE. Das Team selbst bezog Räumlichkeiten in Colnbrook, einer Ortschaft südlich von London, in der in den 1970er-Jahren bereits das seinerzeit von Teddy Mayer geleitete McLaren-Team ansässig gewesen war.
Anfänglich bemühte sich Haas um Turbomotoren von TAG; eine Vereinbarung scheiterte allerdings am Widerstand von McLaren, das auf exklusiver Belieferung bestand. Als auch Gespräche mit Renault scheiterten, bestellte Haas mehrere Vierzylindermotoren bei Hart Racing Engines, die als Übergangslösung gedacht waren, bis sich eine leistungsstärkere Alternative ergeben würde. Die Motorenfrage klärte sich im Frühjahr 1985. Der Beatrice-Konzern, zu dem in den 1980er-Jahren der Autovermieter Avis gehörte, vermittelte einen Kontakt zwischen Haas und dem Automobilhersteller Ford, einem Hauptlieferanten von Avis. Ford, seinerzeit Inhaber des britischen Motorenproduzenten Cosworth, ließ dort seit 1983 einen Sechszylinder-Turbomotor entwickeln, der ab 1985 in der Formel 1 eingesetzt werden sollte (Cosworth GBA). Im Mai 1985 vereinbarten Haas und Ford, dass das Haas-Team das Cosworth-Triebwerk drei Jahre lang exklusiv erhalten sollte. Die Fertigstellung des Motors war für den Spätherbst 1985 geplant, der erste Renneinsatz sollte beim Auftaktrennen der Saison 1986 stattfinden. Dieser Zeitplan ließ sich letztlich nicht einhalten. Die Fertigstellung des Motors verzögerte sich bis in die ersten Monate des Jahres 1986, sodass Haas seine ersten Formel-1-Rennen mit Kundenmotoren von Hart bestreiten musste. Insgesamt fuhr Haas fünf Rennen mit dem Hart- und 14 Rennen mit dem Cosworth-Motor.
Im Rennbetrieb zeigte sich, dass die konservativ gestalteten Autos des Teams nicht das technische Niveau der führenden Rennställe erreichten und weder die Hart- noch die Cosworth-Motoren die notwendige Zuverlässigkeit aufwiesen.
Bereits im Frühsommer 1986 zeichnete sich das Ende des Rennstalls ab. Grund hierfür waren einerseits die sportlichen Ergebnisse, die hinter den – unrealistisch hohen – Erwartungen zurückblieben, anderseits wirtschaftliche Schwierigkeiten des Teams. Zu Beginn des Jahres 1986 war die ursprünglich auf drei Jahre angelegte Verbindung mit Beatrice vorzeitig zerbrochen, nachdem ein paar Monate zuvor das Beatrice-Management ausgewechselt worden war und die neue Führung kein Interesse am Motorsportsponsoring hatte. Beatrice entschädigte Haas für den vorzeitigen Ausstieg. Die Entschädigungssumme reichte aus, um die Saison 1986 zu absolvieren; für die Saison 1987 aber wäre ein neuer Sponsor erforderlich gewesen, den Haas nicht fand. Im Oktober 1986 legte Haas daraufhin den Rennstall still. Einen Monat später verkaufte er das FORCE-Büro und den Motorenvertrag mit Ford an Bernie Ecclestone, den damaligen Inhaber des Brabham-Teams. Ecclestone war an dem Motor vor allem deshalb interessiert, weil sein bisheriger Motorenlieferant BMW die Einstellung seines Formel-1-Programms zum Ende der Saison 1987 angekündigt hatte: Der Cosworth-Motor sollte 1988 bei Brabham die BMW-Vierzylinder ersetzen. Letztlich entschied sich Ecclestone allerdings gegen eine Verwendung des Cosworth-Motors; er gab den Motorenvertrag stattdessen an das Benetton-Team weiter, das 1987 mit ihm 28 Weltmeisterschaftspunkte erreichte.

## Beteiligung Lolas

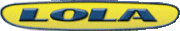
Namensgeber: Lola Cars

Das Haas-Team wurde wiederholt mit dem britischen Rennwagenhersteller Lola Cars in Verbindung gebracht. Die Autos wurden unter der Bezeichnung „THL“ gemeldet, die als Abkürzung von „Team Haas Lola“ gedeutet werden sollte. Darüber hinaus wurden die sechs Punkte, die das Team 1986 in der Konstrukteurswertung erreichte, Lola zugerechnet.
In der Motorsportliteratur besteht weitgehend Einigkeit darüber, dass die Haas-Modelle THL1 und THL2 maßgeblich von FORCE konstruiert wurden. Lola war an der Entwicklung – je nach Quelle – entweder gar nicht oder nur in wenigen Details beteiligt.
Die Einbeziehung Lolas in den Namen der Autos war ungeachtet dessen von Carl Haas gewollt. Sie erfolgte in erster Linie aus Marketing-Gründen. Haas war bemüht, die Seriosität seines Projektes deutlich zu machen. In dieser Hinsicht versprach er sich von dem etablierten Namen Lola eine größere Wirkung als von dem neu gegründeten FORCE-Studio. In der Literatur werden die THL-Modelle daher auch als Lola-badged Cars (dt. etwa: „Autos mit Lola-Emblem“) bezeichnet. In diesem Zusammenhang ist auch die Anwesenheit des Lola-Gründers Eric Broadley bei der Präsentation des ersten THL zu sehen.

## Teambezeichnung
Die Meldung des Teams erfolgte regelmäßig unter der Bezeichnung Team Haas (USA). Ungeachtet dessen wurde das Team in der zeitgenössischen Berichterstattung wiederholt anders bezeichnet. Dies setzt sich auch in der jüngeren Motorsportliteratur fort. So finden sich unter anderem Einträge als Haas-Lola, Beatrice, Beatrice-Lola und FORCE-Lola. Diese Bezeichnungen nehmen teilweise den ursprünglichen Hauptsponsor, teilweise den – an der Teamorganisation nicht beteiligten – Rennwagenhersteller Lola auf. Als Teambezeichnung wurden sie werksseitig nicht verwendet.

## Renngeschichte: Die einzelnen Jahre

### Formel-1-Saison 1985: Debüt mit Hart-Motoren

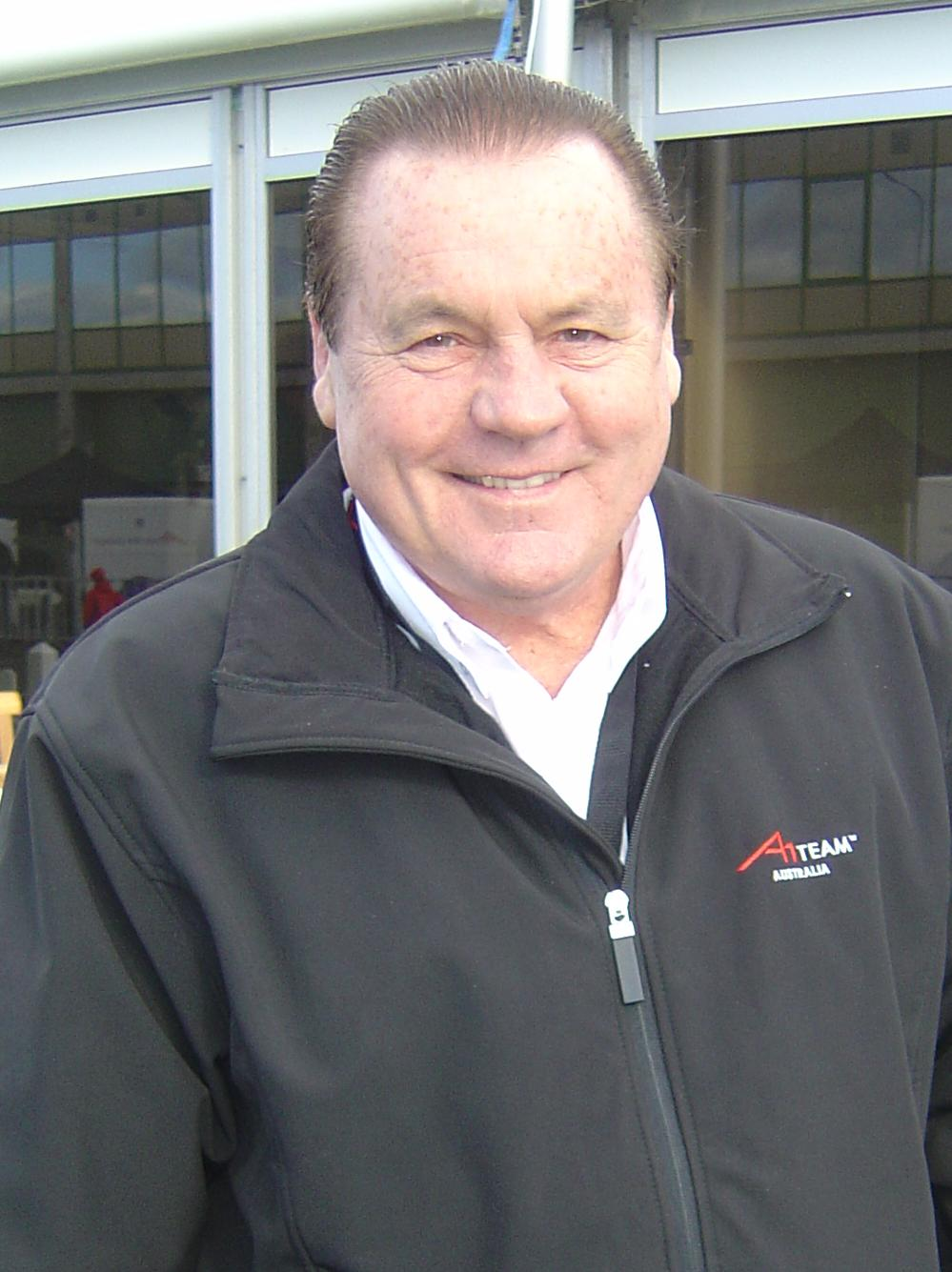
Rückkehr in die Formel 1 mit Haas: Alan Jones

Das Team Haas debütierte beim 12. Rennen der Saison 1985, dem Großen Preis von Italien in Monza. Einsatzfahrzeug war der Lola THL1. Er wurde von einem Vierzylinder-Turbomotor von Hart angetrieben. Harts Vierzylindermotoren, die auf einem Cosworth-Block aus den 1960er-Jahren basierten, galten 1985 als ausgereizt und zählten zu den schwächsten und unzuverlässigsten Motoren der Saison. Einziger Fahrer war Alan Jones.
Die Debütsaison des Teams verlief erfolglos. Haas nahm an vier Rennen teil, erreichte aber nie das Ziel. In Monza qualifizierte sich Jones mit einem Rückstand von annähernd zehn Sekunden auf den Pole-Sitter Ayrton Senna für den 25. und vorletzten Startplatz; langsamer war nur Philippe Alliot im vergleichbar motorisierten RAM03 des finanziell angeschlagenen RAM-Teams. Im Rennen fiel Jones nach 25 Runden infolge eines Motorschadens aus. Ursache war ein durch herumfliegenden Abfall verstopfter Kühler, der zum Überhitzen des Motors führte.
Das folgende Rennen in Belgien ließ Haas aus. Stattdessen unternahm das Team Testfahrten in Großbritannien. Das letzte europäische Rennen, der Große Preis von Europa in Brands Hatch, beendete Jones ebenfalls vorzeitig; diesmal hatte ein Stein einen Kühler beschädigt. Zum Großen Preis von Südafrika qualifizierte sich Jones für Platz 18 – das beste Qualifikationsergebnis seines Teams in diesem Jahr - ; am Rennen selbst nahm er allerdings nicht teil. Offiziell gab eine Grippeerkrankung als Grund für sein Fernbleiben an; tatsächlich wollte er aus politischen Gründen nicht in Südafrika fahren. Beim Saisonabschluss in Australien schließlich fiel Jones nach 19 Runden wegen eines Elektrikdefekts aus.

### Formel-1-Saison 1986: Exklusive Cosworth-Turbos
Team Haas begann die Formel-1-Saison 1986 erneut mit Hart-Motoren. Haas war nach dem Rückzug von RAM Racing das letzte Team, das diese Triebwerke verwendete. Der Konstrukteur Brian Hart hatte seine Vierzylinder-Turbomotoren in der Winterpause überarbeitet: Basierend auf Motorblöcken der 1984er Konfiguration, erhielt die 1986er Spezifikation neu konstruierte Nockenwellen, Kolben und Auspuffrohre. Nach Ansicht von Beobachtern brachte diese Entwicklung einen erheblichen Fortschritt gegenüber dem Vorjahr. Haas behielt für die Hart-Motoren die THL1-Chassis bei. Neben Alan Jones, der im Team verblieben war, fuhr Patrick Tambay das zweite Auto.
Die THL1-Hart waren 1986 leistungsfähiger als im Vorjahr, aber es fehlte nach wie vor an der Zuverlässigkeit. Beim Saisonauftakt in Rio de Janeiro fiel Jones nach fünf Runden infolge eines defekten Zündverteilers aus, bei Tambay, der zu dieser Zeit in den Punkterängen lag, führte eine defekte Lichtmaschine zu einem vorzeitigen Ende. In Spanien wurde Tambay mit sechs Runden Rückstand als Achter gewertet; es war die einzige Zielankunft eines THL1.
Beim Großen Preis von San Marino erschien erstmals der Cosworth-Turbomotor (Typ TEC F1). Es handelte sich um einen Sechszylindermotor mit einem Bankwinkel von 120 Grad, der mit zwei Garrett-Turboladern versehen war und eine Saugrohreinspritzung von Ford verwendete. FORCE stellte für den Ford-Motor den THL2 bereit, einen in drei Exemplaren hergestellten Rennwagen, bei dem es sich nicht um eine Neukonstruktion handelte, sondern um eine in Details modifizierte Version des THL1.
Bei seinem Debüt in Imola war der THL2, der von Jones gefahren wurde, Tambays THL1 deutlich unterlegen. Im Qualifying war Jones nahezu drei Sekunden langsamer als Tambay im alten Auto mit dem Hart-Motor. Im Laufe der Saison 1986 litt der THL2 wie schon sein Vorgänger an mangelnder Zuverlässigkeit. Jones fiel bei 14 Rennen mit dem Auto zehnmal vorzeitig aus, Tambay bei 13 Rennen ebenso oft. Allerdings gab es auch einige Zielankünfte in den Punkterängen: Beim Großen Preis von Österreich wurde Jones Vierter, und beim anschließenden Rennen in Italien kam er als Sechster ins Ziel. Tambay belegte in Österreich Platz fünf.
In Warm-Up zum Großen Preis von Kanada verunglückte Tambay infolge eines Fahrfehlers. Er zog sich Verletzungen an den Füßen zu, aufgrund derer er weder in Montréal noch eine Woche später in Detroit am Rennen teilnehmen konnte. Haas versuchte, ihn für das Rennen in den USA durch Michael Andretti, den Sohn des ehemaligen Weltmeisters Mario Andretti, zu ersetzen; der junge Amerikaner erhielt jedoch keine Superlizenz. Letztlich übernahm Eddie Cheever bei diesem Rennen den zweiten Wagen von Haas.
Insgesamt erzielte Haas 1986 sechs Weltmeisterschaftspunkte und belegte Platz acht in der Konstrukteurswertung. Damit lag der Rennstall vor Ecclestones Brabham-Team, das mit BMW-Motoren nur zwei Punkte eingefahren hatte.

## Ergebnisse
| Saison | Chassis             | Fahrer     | 1   | 2   | 3   | 4   | 5   | 6   | 7   | 8   | 9   | 10 | 11  | 12  | 13  | 14  | 15  | 16  | Punkte | Rang |
| ------ | ------------------- | ---------- | --- | --- | --- | --- | --- | --- | --- | --- | --- | -- | --- | --- | --- | --- | --- | --- | ------ | ---- |
| 1985   | Lola THL1           |            |     |     |     |     |     |     |     |     |     |    |     |     |     |     |     |     | 0      | –    |
| 1985   | Lola THL1           | A. Jones   |     |     |     |     |     |     |     |     |     |    |     | DNF |     | DNF | DNS | DNF | 0      | –    |
| 1986   | Lola THL1 Lola THL2 |            |     |     |     |     |     |     |     |     |     |    |     |     |     |     |     |     | 6      | 8.   |
| 1986   | Lola THL1 Lola THL2 | A. Jones   | DNF | DNF | DNF | DNF | 11* | 10  | DNF | DNF | DNF | 9  | DNF | 4   | 6   | DNF | DNF | DNF | 6      | 8.   |
| 1986   | Lola THL1 Lola THL2 | P. Tambay  | DNF | 8   | DNF | DNF | DNF | DNS |     | DNF | DNF | 8  | 7   | 5   | DNF | NC  | DNF | NC  | 6      | 8.   |
| 1986   | Lola THL1 Lola THL2 | E. Cheever |     |     |     |     |     |     | DNF |     |     |    |     |     |     |     |     |     | 6      | 8.   |